# Vama Veche (groupe)
Vama Veche est un groupe de pop roumain fondé en 1996, connu en Roumanie pour son tube de 1997 Nu am chef azi. Vama Veche signifie en roumain « la vieille douane », et est également le nom d'une localité de la côte roumaine.

## Formation
Leur premier concert a lieu en 1996 à Lăptaria lui Enache, une salle de concert de Bucarest, et compte alors un batteur, un guitariste et un chanteur. Leur troisième album est un album concept qui semblait amorcer un tournant rock progressif. Mais le groupe se scinde en septembre 2006, en conflit sur les droits d'auteurs. Le chanteur remonte un groupe et le baptise Vama, les autres prenant le nom de Trupa Veche. Finalement, les anciens membres de Vama Veche conservent chacun une part égale des droits d'auteurs.
En 2010, Vama enregistre en anglais et français, en featuring avec Ralflo, le morceau Sarkozy versus Gypsy. 

## Discographie
- 1998 : Nu am chef azi
- 1999 : Vama Veche
- 2000 : Nu ne mai trageți pe dreapta (maxi-single)
- 2002 : Am să mă întorc bărbat
- 2004 : Best of Vama Veche
- 2005 : Vama Veche Live
- 2006 : Fericire în rate